# Гаєв Володимир Станіславович
Га́єв Володи́мир Станісла́вович (нар. 28 жовтня 1977, Мозир, Гомельська область) — білоруський футболіст, воротар. Нині тренер воротарів у мозинській «Славії».

## Кар'єра
Народився  28 жовтня 1977 року. Вихованець мозирської школи футболу під керівництвом В. Агєєва, довгий час грав у мозирській «Славії». У 2003 році перейшов у «Гомель», але у тім же році перейшов до бухарестського «Динамо». У Румунії провів три сезони, за цей час встиг чимало нагород. Після року в одеському «Чорноморці» перейшов до солігорського «Шахтаря», потім грав у «Савіті» та знову у «Гомелі». На початку 2011 року Володимир повернувся до «Славії», де і виграв Першу лігу 2011.

## Титули і досягнення
- Чемпіон Білорусі (3):

«Славія-Мозир»: 1996, 2000
«Гомель»: 2003
- Володар Кубка Білорусі (4):

«Динамо» (Мінськ): 1993-1994
«Славія-Мозир»: 1995-96, 1999-2000
«Гомель»:  2010-2011
- Чемпіон Румунії (2):

«Динамо» (Бухарест): 2003-04, 2006-07
- Володар Кубка Румунії (2):

«Динамо» (Бухарест): 2003-04, 2004-05
- Володар Суперкубка Румунії (1):

«Динамо» (Бухарест): 2005